# Molpadiidae
Famille
Synonymes
- Trochostomidae Östergren, 1907[1]
- Trochostomidae[2]

Les Molpadiidae sont une famille d'holothuries de l'ordre des Molpadida.

## Description et caractéristiques
Ce sont des holothuries cylindriques au tégument fin. Elles se caractérisent, au sein de leur famille, par des tentacules buccaux portant une digitation terminale.

## Liste des espèces
Selon World Register of Marine Species (26 décembre 2020) :
- genre Cherbonniera Sibuet, 1974 -- monotypique
- genre Heteromolpadia Pawson, 1963 -- 4 espèces
- genre Molpadia Cuvier, 1817 -- 59 espèces

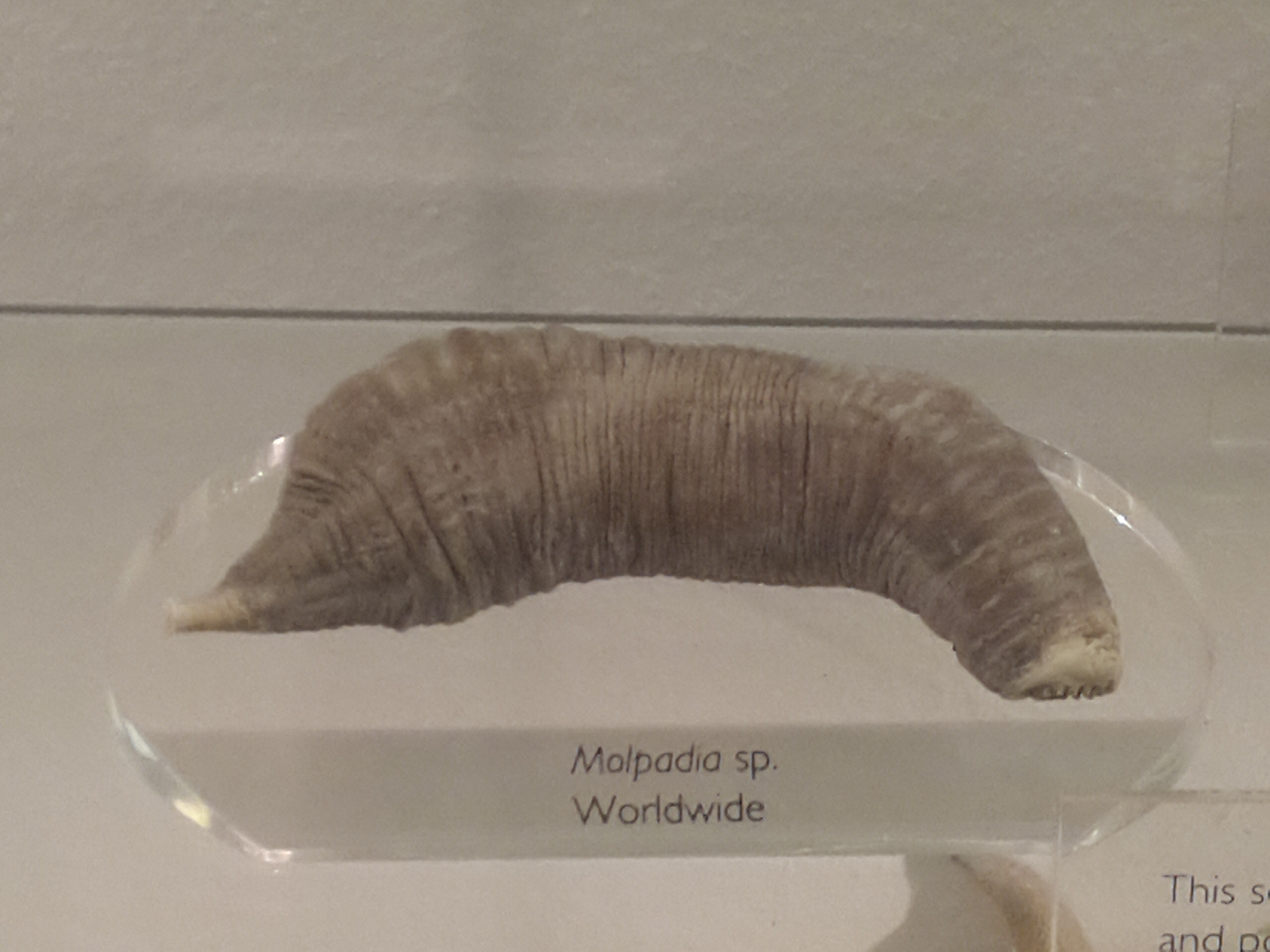
Molpadia sp.